# Francesco Molin

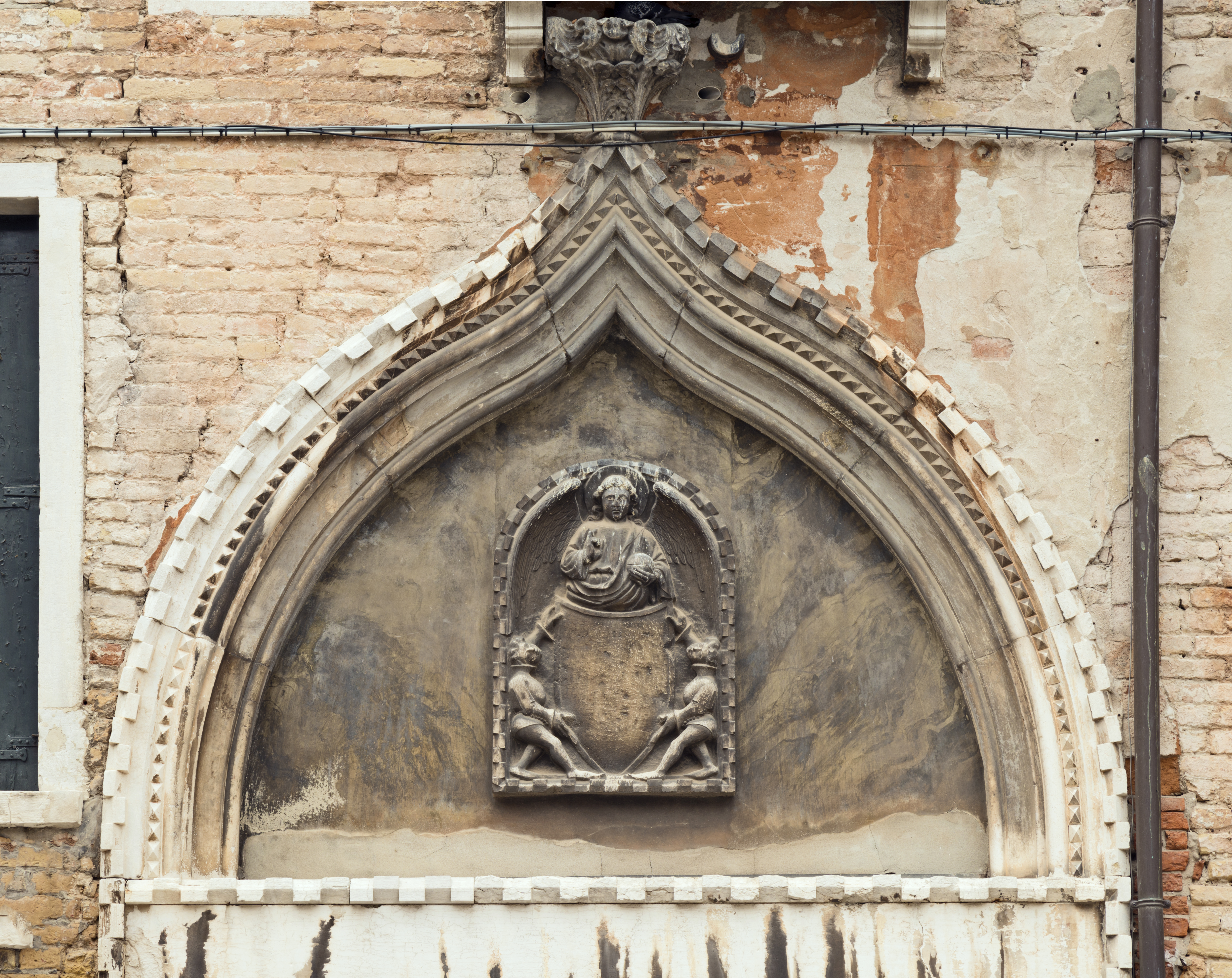
Les armes de Francesco Molin au Palais Molin à San Maurizio Venise

Francesco Molin (né à Venise le 21 avril 1575, mort dans la même ville le 27 février 1655) est le 99e doge de Venise élu en 1646, son dogat dure jusqu'en 1655.
Pendant tout son dogat, Francesco Molin poursuit la guerre contre les Turcs pour la possession de la Crète qui dure jusqu'en 1669 et pour obtenir les fonds nécessaire à la guerre, il devient possible de devenir patricien vénitien en échange de 100 000 ducats.

## Biographie
Francesco Molin est le fils de Marino et de Paola Barbarico. Très jeune, il se consacre à la carrière navale et militaire, il est plusieurs fois capitaine de navire et provéditeur dans de nombreux ports militaires. Même si dans sa vie, il rencontre pas de grosses difficultés, il se montre pratique et pragmatique, efficace en diplomatie et pour les compromis.
Il devient procurateur grâce à ses mérites et en 1645, il est capitaine général contre les Turcs. Il est atteint de la goutte ce qui l'empêche parfois d'œuvrer avec ses complètes capacités.

### Le dogat
Après la mort de Francesco Erizzo le 20 janvier 1646 et après 23 scrutins, il réussit à obtenir le nombre suffisant de voix et il est élu le même jour.
Pendant les premiers jours de son dogat, il fait fortifier le pourtour de Venise et la Dalmatie afin de porter la guerre à l'intérieur des territoires turcs.
Au cours de ces années, l'armée vénitienne obtient quelques victoires comme la conquête de la forteresse de Klis réputée imprenable (1648) mais sans amener réellement un avantage à la situation militaire. Même si Venise bat la flotte et les armées ennemies, la pression de ceux-ci ne diminue pas et l'empire ottoman peut compter sur sa démographie pour reconstituer ses forces. Afin de desserrer la pression, les commandants vénitiens conduisent leur flotte dans le détroit des Dardanelles, détruisant plusieurs fois la flotte adverse mais sans obtenir la victoire décisive. En 1654 et en 1655, l'amiral Lazzaro Mocenigo a presque conquis Istanbul (première et seconde expédition vénitienne des Dardanelles). Il perd la vie accidentellement pendant la troisième expédition en 1657.
La durée des opérations et les dépenses de l'appareil militaire oblige l'état à chercher n'importe quel mode de financement; un de ceux-ci est la vente de titres de noblesse en échange de 100 000 ducats (60 000 ducats comme « don » et les autres 40 000 comme prêt).
Le scandale est grand mais le doge, très pragmatique, préfère encaisser les généreuses propositions de la classe mercantile qui a ainsi la possibilité d'accéder à la noblesse.
Le doge, qui régit l'état avec une grande efficacité jusqu'à ces derniers jours, succombe entre le 13 et le 27 février 1655.
Les mauvaises langues notent qu'une grande partie du « mérite » du départ est l'excès de vin dont le doge était un grand amateur et qu'en plaisantant, les gent disait de lui en utilisant son nom: « c'est un Moulin, non à vent, non à eau, mais à vin! » («L'è un Mulino, non da vento, non da acqua, ma da vino!»).

## Armoiries

Armoiries de la famille de Molin.

## Sources
- (it) Cet article est partiellement ou en totalité issu de l’article de Wikipédia en italien intitulé « Francesco Da Molin » (voir la liste des auteurs).